# Porro (cigarret)

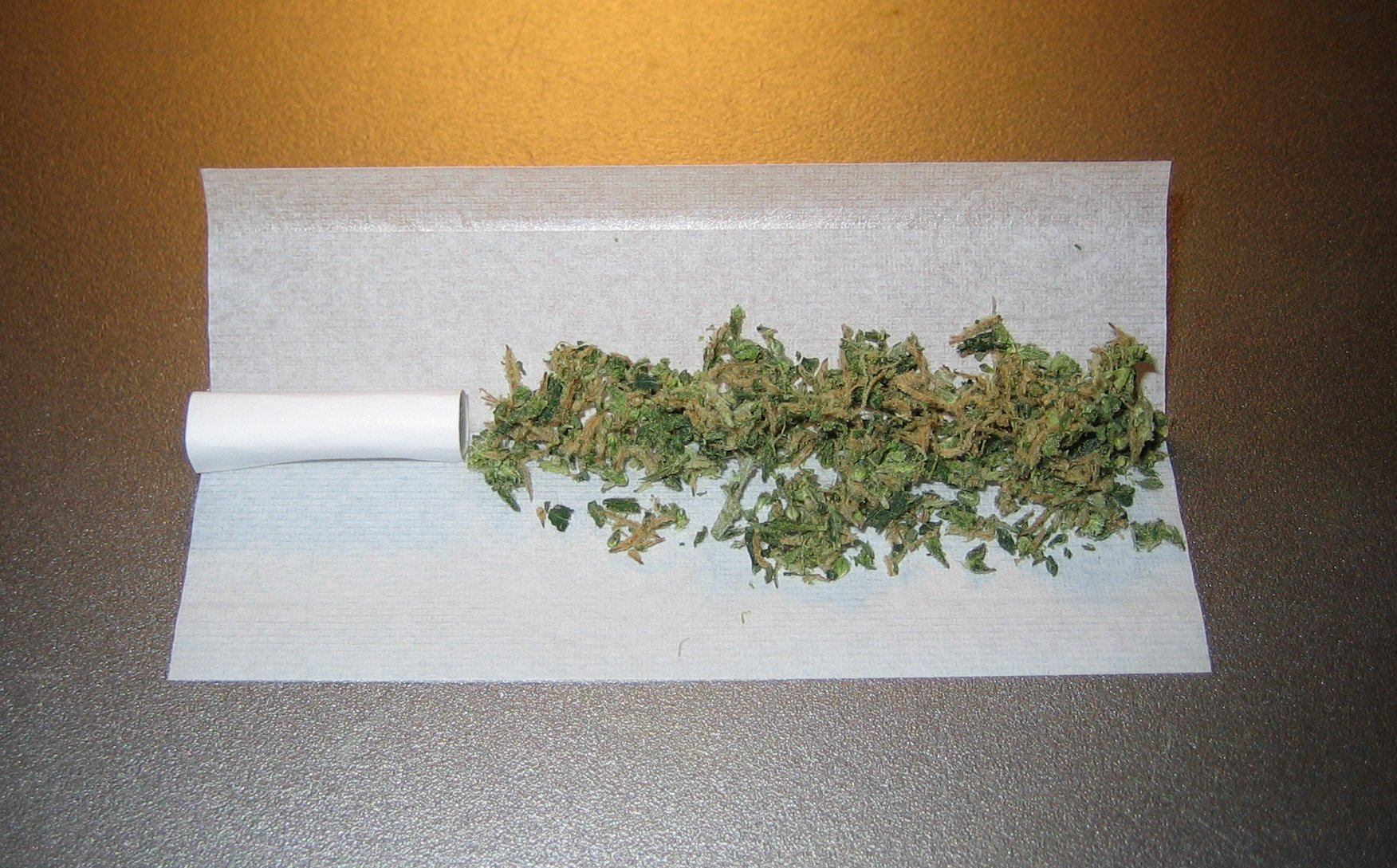
1. Un porro abans de ser caragolat.

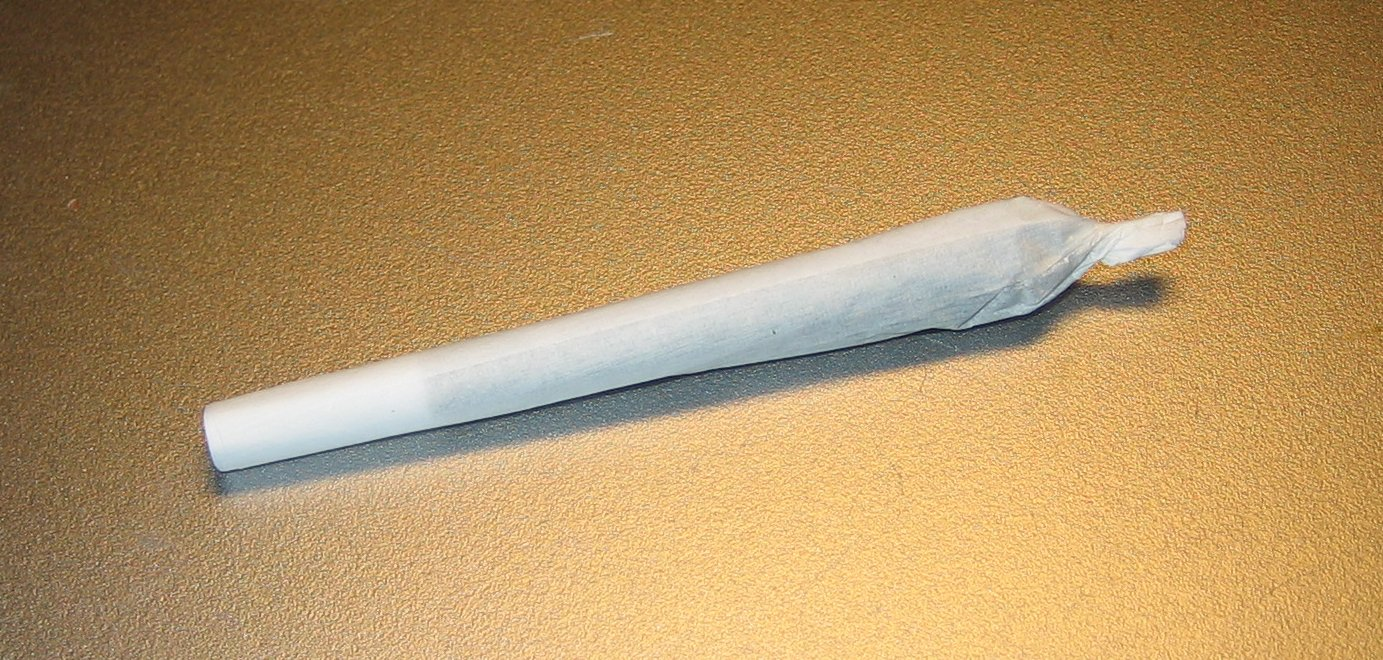
2. Un porro enrotllat.

Porro és un terme popular per a designar els cigarrets fets manualment amb marihuana o haixix. El nom té a veure amb el seu aspecte, que recorda aquesta hortalissa. El mateix nom, probablement d'origen català, es fa servir en altres idiomes, com el gallec.
Les denominacions més populars són “canut” o "canya" (a L'Alguer), “mai”, “peta” o “petard”, però rep moltes altres denominacions com ara “amanit”, “bili”, “canudes”, “canyot”, “cigarret del riure”, “fari”, “flai”, “joint”, “junt”, “just”, “llesca” o “llescot”, “mei”, “morgan”, “pei”, “piorru”, o “vegetal”.
Segons la mida i la forma, els porros reben un nom o altre, per exemple: "ela", "nyèbit", "biturb", "triturb", "fletxa", "ceba", "tres papers", "quatre papers", "divuit papers", "trompeta", "bob", "marley", "elote", "tronc", "petilla", "illa", "revòlver", "blunt"...

## Tipus
En el cas de la marihuana, es pot fumar sola o mesclada amb tabac. L'haixix, que és resina concentrada de cannabis, cal mesclar-lo sempre amb tabac i/o marihuana. En aquest cas s'anomena "mexicà".
Els porros també es poden barrejar amb altres drogues, com la cocaïna. Aquests darrers s'anomenen "xinos", "nevadets", "enfarinats".